# 劉修己
劉修己，山西永寧州人，清朝初年地方官員，同進士出身。

## 生平
劉修己於順治三年（1646年）中式丙戌科三甲進士。此為清朝首次開科。次年，出任山東淄川縣知縣。劉修己剛剛上任，即趕上謝遷反清民軍來攻。劉修己組織防守，但城內武器不足，城破。劉修己以失城守之律被治罪。